# 李慧仁 (击剑运动员)
李慧仁（韩语： Lee Hyein，1995年1月16日—）生于蔚山广域市，是一名韩国女子击剑运动员，主攻重剑。她的父亲从事击剑运动，她也正是在中学二年级时受父亲的影响而开始练习击剑。她在中学期间曾代表家乡蔚山获得过自身所属年龄组别的全国冠军。2013年，她加入江原道击剑队，开始代表该队参加国内比赛。